# Mineerborstelmot
De mineerborstelmot (Epermenia chaerophyllella) is een vlinder uit de familie borstelmotten (Epermeniidae). De mineerborstelmot mineert een klein gedeelte van haar leven als jonge rups. Hierna doet ze aan venstervraat.

## Levenscyclus

### Ei
Eieren worden tussen april en september aan de onderkant van een volwassen blad van een plant uit de familie Umbelliferae gelegd, vaak aan de rand.

### Larven
De larven in het vroege stadium mineren de bladeren van hun waardplant, die de vorm heeft van een korte, soms verbrede gang. Er zijn meestal meerdere mijnen in een enkel blad en een enkele larve maakt een aantal mijnen. Oudere larven leven vrij en veroorzaken venstervraat en worden vaak in een groep onder een lichte tol gevonden. Larven zijn te vinden van mei tot juni en opnieuw van augustus tot september. Het lichaam lijkt soms doorschijnend en kan glanzend wit, geel of groenachtig zijn, met zwarte of bruine vlekken en een witachtige dorsale lijn. De kop is bleekbruin. 

### Pop
De lichtbruine pop bevindt zich in een open netwerkcocon en wordt normaal gesproken aangetroffen in afval op de grond of soms op het blad, of in een bladsteelgroef.

### Motten
Motten zijn het hele jaar te vinden. Ze zijn het meest overvloedig van oktober tot mei en in juli en augustus. De spanwijdte is 12 tot 14 mm. Volwassenen zijn variabel van kleur, maar bestaan uit een mengsel van zwartachtig, kastanjebruin en wit. Er zijn twee tot drie generaties per jaar, waarbij de laatste generatie volwassenen overwintert. Epermenia aequidentellus lijkt op elkaar, maar heeft smallere voorvleugels zonder een haakvormige top.

## Voorkomen
De soort komt voor in Europa.

## Waardplanten
De waardplanten zijn:
- Aegopodium podagraria (Zevenblad)
- Angelica archangelica  (Grote engelwortel)
- Angelica sylvestris (Gewone engelwortel)
- Anthriscus sylvestris (Fluitenkruid)
- Daucus carota (Peen)
- Heracleum mantegazzianum (Reuzenberenklauw)
- Heracleum sphondylium (Gewone berenklauw)
- Pastinaca sativa subsp. sativa (Pastinaak)

## Taxonomie
De wetenschappelijke naam is voor het eerst geldig gepubliceerd in 1783 door Goeze.